# Dedicato (programma televisivo)
Dedicato è stato un programma televisivo italiano in onda su Rai 1 dal 28 giugno 2021 al 4 giugno 2022 con la conduzione di Serena Autieri accompagnata al pianoforte da Enzo Campagnoli e in studio da Gigi Marzullo.

## Il programma
Il programma è andato in onda nel palinsesto estivo dal lunedì al venerdì dalle 9:55 alle 11:25. La trasmissione era dedicata alle persone comuni. Protagoniste erano le storie, storie di incontri, ma anche di grandi distanze finalmente colmate, storie di chi vuole raccontarsi e trasferire il proprio sentimento di amore, gratitudine o ricordo ad una persona cara. Il tutto con la formula della dedica musicale, ma anche della dedica legata a un film o a un programma televisivo scovato nelle Teche Rai. Ogni settimana, inoltre, c'era un set esterno da un luogo di vacanza diverso per raccontare quelle storie di sentimento e di incontro che da sempre caratterizzano le estati attraverso collegamenti effettuati dall'inviato Domenico Marocchi.

## Edizioni
| Edizione | Anno      | Conduzione     | Presenze fisse  | Presenze fisse | Periodo          | Periodo           | Puntate | Studio televisivo                |
| Edizione | Anno      | Conduzione     | Presenze fisse  | Presenze fisse | Inizio           | Fine              | Puntate | Studio televisivo                |
| -------- | --------- | -------------- | --------------- | -------------- | ---------------- | ----------------- | ------- | -------------------------------- |
| 1ª       | 2021      | Serena Autieri | Enzo Campagnoli | Gigi Marzullo  | 28 giugno 2021   | 10 settembre 2021 | 50      | Studio 3 di Saxa Rubra           |
| 2ª       | 2021-2022 | Serena Autieri | Enzo Campagnoli | Gigi Marzullo  | 13 novembre 2021 | 4 giugno 2022     | 28      | Studio 5 del CPTV di Via Teulada |

## Audience
| Edizione | Rete televisiva | Anno      | Stagione        | Orario      | Programmazione | Programmazione | Programmazione | Programmazione | Programmazione | Programmazione | Programmazione | Telespettatori | Share  |
| Edizione | Rete televisiva | Anno      | Stagione        | Orario      | L              | M              | M              | G              | V              | S              | D              | Telespettatori | Share  |
| -------- | --------------- | --------- | --------------- | ----------- | -------------- | -------------- | -------------- | -------------- | -------------- | -------------- | -------------- | -------------- | ------ |
| 1ª       | Rai 1           | 2021      | estate          | 9:55-11:25  |                |                |                |                |                |                |                | 747 000        | 15,18% |
| 2ª       | Rai 1           | 2021-2022 | autunno-inverno | 14:00-15:15 |                |                |                |                |                |                | –              | –              |        |